# Johnnie O. Jackson
Johnnie Otis Jackson (ur. 30 stycznia 1971 w Hammonton w stanie New Jersey) – amerykański kulturysta.

## Osiągnięcia
- 1998:
  - NPC Texas State Championships, kategoria średnia – II m-ce
- 1999:
  - NPC Junior Nationals, kategoria półciężka – I m-ce
  - NPC Nationals, kategoria półciężka – XI m-ce
- 2000:
  - NPC USA Championships, kategoria półciężka – II m-ce
- 2001:
  - NPC Nationals, kategoria półciężka – całkowity zwycięzca
  - NPC USA Championships, kategoria półciężka – I m-ce
- 2002:
  - Show of Strength Pro Championship – X m-ce
- 2003:
  - Grand Prix Anglii – V m-ce
  - Grand Prix Holandii – V m-ce
  - Ironman Pro Invitational – IX m-ce
  - Night of Champions – V m-ce
  - Mr. Olympia – XI m-ce
  - San Francisco Pro Invitational – IX m-ce
  - Show of Strength Pro Championship – X m-ce
- 2004:
  - Grand Prix Australii – VIII m-ce
  - Hungarian Pro Invitational – V m-ce
  - Ironman Pro Invitational – VII m-ce
  - Mr. Olympia – XIV m-ce
  - San Francisco Pro Invitational – IX m-ce
  - Show of Strength Pro Championship – VII m-ce
  - Toronto Pro Invitational – II m-ce
- 2005:
  - Europa Supershow – II m-ce
  - Mr. Olympia – XI m-ce
  - Toronto Pro Invitational – II m-ce
- 2006:
  - Arnold Classic – XIII m-ce
  - San Francisco Pro Invitational – VII m-ce
  - Europa Super Show – III m-ce
  - Montreal Pro – I m-ce
  - Atlantic City Pro – II m-ce
  - Mr. Olympia – XIII m-ce
- 2007:
  - Atlantic City Pro – I m-ce
  - Mr. Olympia – IX m-ce
- 2008:
  - Ironman Pro Invitational – V m-ce
  - Arnold Classic – IX m-ce
  - Mr.Olympia - XII m-ce
- 2009:
  - Ironman Pro, X m-ce
  - Tampa Pro, VIII m-ce
  - Europa Pro, XII m-ce
- 2010:
  - Phoenix Pro, XII m-ce
  - Arnold Classic, XII m-ce
  - New York Pro, VIII m-ce
  - Tampa Pro, III m-ce
  - Europa Pro, VI m-ce
  - Mr. Olympia, XI m-ce
- 2011:
  - Arnold Classic, VII m-ce
  - Mr. Olympia, XIII m-ce
- 2012:
  - FIBO Power Pro Germany, I m-ce
  - Mr. Olympia, IX m-ce
  - EVLS Prague Pro 1, III m-ce
- 2013:
  - Arnold Classic, IV m-ce
  - Mr. Olympia, XVI m-ce
- 2014:
  - Mr. Olympia XI m-ce
- 2015:
  - Mr. Olympia XV m-ce